# Лукас Луко
Лукас Кореа де Оливеира (Патросинио, Минас Жераис, Бразил, 4. април 1991), познатији као Лукас Луко, бразилски је певач, глумац и текстописац који пева на португалском, шпанском и енглеском језику. Издао је четири студијска албума и четири лајв албума. Глумио је 2015/2016. у тинејџерској сапуници "Malhacao". Има сина Луку са бившом супругом Лореном.

## Дискографија[6]
Албуми
- Nem Te Conto (2013)
- Tá Diferente (2014)
- Adivinha (2015)
- #Em Casa (2020)

Албуми уживо
- O Destino (2015)
- A Origem (2018)
- Rolê Diferenciado (2021)
- 777 (2022)

Дуети
- Princesinha са Мистер Катра (2012)
- Permanecer са МЦ Г15 (2017)
- Paraíso са Паблом Витаром (2018)[7]
- Posto 24h са Веслијем Сафадаом (2018)
- Amor de Fone са Гиљермеом и Бенутом (2021)